# Migdolus clypeatus
Migdolus clypeatus är en skalbaggsart som beskrevs av Dias 1984. Migdolus clypeatus ingår i släktet Migdolus och familjen långhorningar. Inga underarter finns listade i Catalogue of Life.